# لپتین
پروتئین لپتین (leptin) که شانزده کیلودالتون وزن دارد به وسیله بافت چربی (سفید) در بدن انسان ساخته و در خون رها می‌شود و از راه‌های مختلف موجب کاهش اشتها و افزایش مصرف می‌شود، در واقع مانع زیاد چاق شدن ما می‌شود.
افرادی که وزن کم می‌کنند، میزان لپتین کاهش پیدا می‌کند، چرا که بدن سعی می‌کند با این کاهش وزن مخالفت کند و از ذخایر انرژی خود (بافت‌های چربی) محافظت کند.

## مکانیسم
لپتین موجب کاهش تولید نوروپپتید y هیپوتالاموس که محرک قوی اشتها است می‌شود (لذا اشتها را کم می‌کند). همچنین موجب افزایش a-msh که یک عامل کاهنده اشتها در هیپوتالاموس است نیز می‌شود (باز هم اشتها را کم می‌کند). لپتین موجب افزایش ترشح TRh و GnRh می‌شود لذا موجب افزایش مصرف انرژی می‌گردد.
همچنین در لیپوژنز در سلول‌های چربی، لپتین با مهار SREBP باعث مهار لیپوژنز و کاهش تولید اسیدهای چرب جدید از رژیم غذایی پر کربوهیدرات می‌شود (1).

## تولید لپتین و عملکرد آن
لپتین تنها در سلول‌های چربی و به میزان کمتر در اپی‌تلیوم روده و جفت، تولید می‌شود. گیرنده لپتین اساساً در نواحی از مغز شامل نورونهای هسته‌های آرکوآت، ونترمدیال هیپوتالاموس بیان می‌گردد که در تنظیم رفتار خوردن، نقش دارند. این گیرنده همچنین در سلول‌های قسمت قشری غدد فوق کلیوی و سلول‌های بتای پانکراس هر چند به میزان کم، بیان می‌گردد. لپتین حامل پیامی مبنی بر کافی بودن ذخایر چربی و کاهش مصرف مواد سوختی و افزایش مصرف انرژی است.
اثر متقابل لپتین با گیرنده خود در هیپوتالاموس، رهاسازی پیام اثرکننده بر روی اشتها را تغییر می‌دهد. لپتین همچنین سیستم عصبی سمپاتیک را تحریک نموده و به این ترتیب سبب افزایش فشار خون، ضربان قلب و تولید حرارت (تولید حرارت به قیمت انرژی متابولیک) از طریق جدا نمودن انتقال الکترون از سنتز ATP در میتوکندری بافت چربی می‌گردد.